# Kobmirdanoaivi
Kobmirdanoaivi är ett berg i Finland. Det ligger i Utsjoki kommun i landskapet Lappland, i den norra delen av landet, 1 000 km norr om huvudstaden Helsingfors. Toppen på Kobmirdanoaivi är 393 meter över havet. Kobmirdanoaivi ingår i Paistunturit.
Terrängen runt Kobmirdanoaivi är huvudsakligen platt, men norrut är den kuperad.  Trakten runt Kobmirdanoaivi är nära nog obefolkad, med mindre än två invånare per kvadratkilometer. Det finns inga samhällen i närheten. Omgivningarna runt Kobmirdanoaivi är i huvudsak ett öppet busklandskap.